# بهشاد شریفیان
بهشاد شریفیان ریگی (زاده ۲۱ مرداد ۱۳۴۵ در تهران) بازیگر سینما و تلویزیون اهل ایران است. او فعالیت خود را از سال ۱۳۷۸ آغاز کرد

## فیلم‌شناسی

### سینمایی
- ضد گلوله
- هفت دقیقه تا پاییز
- دایره زنگی
- قرنطینه
- چهارشنبه‌سوری
- شاهین طلایی
- نفوذی (۱۳۸۷)

### مجموعه‌های تلویزیونی
- ۱۳۷۸ - داستان یک شهر (اصغر فرهادی)
- ۱۳۸۰ - یادداشت‌های کودکی (پریسا بخت‌آور)
- ۱۳۸۱ - پشت کنکوری‌ها (پریسا بخت‌آور)
- ۱۳۸۱ - زنبق‌های وحشی (بهرام کاظمی)
- ۱۳۸۲ - من یک مستأجرم (پریسا بخت‌آور)
- ۱۳۸۲ - سه، پنج، دو (مهرداد غفارزاده)
- ۱۳۸۴ - متهم گریخت (رضا عطاران)
- ۱۳۸۵ - ترش و شیرین (رضا عطاران) (نوروز ۱۳۸۶)
- ۱۳۸۵ - روزگار خوش حبیب آقا (سعید آقاخانی), (مهدی مظلومی) (نوروز ۱۳۸۶)
- ۱۳۸۶ - یک وجب خاک (علی عبدالعلی زاده)
- ۱۳۸۶ - گیلعاد (حسین سهیلی‌زاده)
- ۱۳۸۷ - بزنگاه (رضا عطاران)
- ۱۳۸۷ - عید امسال (سعید آقاخانی) (نوروز ۱۳۸۸)
- ۱۳۸۹ - چاردیواری (سیروس مقدم)
- ۱۳۸۹ - خوش‌نشین‌ها (سعید آقاخانی)
- ۱۳۹۰ - نقطه سر خط (سعید آقاخانی)
- ۱۳۹۰ - ششمین نفر (بهمن گودرزی)
- ۱۳۹۱ - خروس (سعید آقاخانی)
- ۱۳۹۲ - خواب بلند (احمد کاوری)
- ۱۳۹۲ - روزهای بد، به‌در (سعید آقاخانی) (نوروز ۱۳۹۳)
- ۱۳۹۳ - دردسرهای عظیم (برزو نیک‌نژاد)
- ۱۳۹۴ - دردسرهای عظیم ۲ (برزو نیک‌نژاد)
- ۱۳۹۴ - زعفرانی (حامد محمدی) (نوروز ۱۳۹۵)
- ۱۳۹۶ - پنچری (برزو نیک‌نژاد)
- ۱۳۹۷ - دلدادگان (منوچهر هادی)
- ۱۳۹۸ - زوج یا فرد (علیرضا نجف‌زاده)

### نمایش خانگی
- ۱۳۹۸ مانکن (حسین سهیلی‌زاده)
- ۱۳۹۹ ملکه گدایان (حسین سهیلی‌زاده)
- ۱۴۰۰ نیسان آبی (منوچهر هادی)
- ۱۴۰۲ نیوکمپ  ( منوچهر هادی )